# Chloordimeform hydrochloride
Chloordimeform hydrochloride, de triviale naam voor (4-chloor-2-methylfenyl)iminomethyl-dimethylazaniumchloride, is een organische verbinding met als brutoformule C10H14Cl2N3. De stof komt voor als kleurloze kristallen, die goed oplosbaar zijn in water.
Chloordimeform hydrochloride wordt gebruikt als acaricide. Handelsnamen van de stof zijn Bermat, ENT-27567, EP-333, Fundal SP, Fundex, Galecron SP, NSC 195102, Schering 36268 en Spanone.

## Toxicologie en veiligheid
De stof ontleedt bij verhitting met vorming van giftige en corrosieve dampen, waaronder waterstofchloride en stikstofoxiden. Ze rast vele metalen aan in aanwezigheid van water.
Chloordimeform hydrochloride kan effecten hebben op het zenuwstelsel en het bloed, met als gevolg respectievelijk gestoorde functies en de vorming van methemoglobine. De stof kan effecten hebben op de urineblaas en de nieren, waardoor irritatie van de blaas optreedt en bloed in de urine kan voorkomen.